# Charlie Plummer
Charlie Plummer (Poughkeepsie, 24 de maio de 1999) é um ator norte-americano. Ele ganhou o Prémio Marcello Mastroianni no Festival de Veneza por Lean on Pete.

## Biografia
Plummer nasceu em Poughkeepsie, Nova York, filho da atriz de teatro Maia Guest e do escritor e produtor John Christian Plummer, e cresceu em Cold Spring. Ele tem um irmão mais novo, James. Sua família mudou-se com frequência devido ao trabalho de seus pais, que resultou em sete diferentes escolas: três em Los Angeles, duas na cidade  de Nova York e duas ao longo do estado de Nova York. Apesar de ser muito tímido quando criança, Plummer foi exposto a atuar em uma idade precoce por seus pais, os quais tinham trabalhado no teatro. Ele ganhou experiência atuando em produções teatrais locais de peças e musicais, creditando a experiência com o último para estimular seu amor pela atuação. Ele conheceu seu atual agente aos dez anos de idade, quando ele procurou papéis de atuação profissional. Plummer eventualmente se transferiu para a Escola Infantil Profissional de Manhattan, devido à sua exigente agenda de filmagens em programas de televisão.

## Vida pessoal
Plummer vive em Nova York e é vegetariano. Antes de buscar uma carreira de atuação em tempo integral, Plummer havia considerado abandonar a atuação para se tornar gerente geral de um time de futebol devido à sua paixão pelo esporte. Ele é um grande fã dos Atlanta Falcons.

## Filmografia

### Cinema
| Ano  | Título                               | Papel               |
| ---- | ------------------------------------ | ------------------- |
| 2010 | Frank (curta-metragem)               | Frank               |
| 2011 | We Are the Hartmans                  | Jordan              |
| 2011 | Three Things (curta-metragem)        | Glenn Pilmont       |
| 2011 | Alan Smithee (curta-metragem)        | T.J.                |
| 2012 | Not Fade Away                        | irmão de Grace      |
| 2015 | King Jack                            | Jack                |
| 2017 | The Dinner                           | Michael Lohman      |
| 2017 | Lean on Pete                         | Charley Thompson    |
| 2017 | All the Money in the World           | John Paul Getty III |
| 2018 | Dark Was the Night                   | Marcus Lang         |
| 2018 | The Clovehitch Killer                | Tyler               |
| 2019 | My Mother is a Fish (curta-metragem) | Freddy              |
| 2019 | Share                                |                     |
| 2019 | Gully                                | Nicky               |
| 2020 | Spontaneous                          | Dylan               |
| 2020 | Words on Bathroom Walls              | Adam                |
| 2022 | Moonfall                             | Sonny Harper        |
| 2022 | A Perfect Day for Caribou            | Nate                |
| 2022 | Wildflower                           | Ethan               |
| 2023 | National Anthem                      | Dylan               |

### Televisão
| Ano       | Título             | Papel                         | Nota                                  |
| --------- | ------------------ | ----------------------------- | ------------------------------------- |
| 2011      | Onion Sports Dome  | Bully                         | 1 episódio                            |
| 2011–2013 | Boardwalk Empire   | Michael Thompson              | 8 episódios                           |
| 2012      | Person of Interest | criança                       | 1 episódio                            |
| 2013      | Wendell & Vinnie   | Jann                          | 1 episódio                            |
| 2013–2015 | Granite Flats      | Timmy Sanders                 | Elenco principal                      |
| 2019      | Looking for Alaska | Miles Halter                  | Elenco principal (minissérie do Hulu) |
| 2022      | The First Lady     | Franklin D. Roosevelt (jovem) | [ 14 ]                                |